# Talal Al-Enezi
Talal Al-Enezi (arab. طلال العنزي; ur. 25 grudnia 1985) – kuwejcki judoka. Olimpijczyk z Pekinu 2008, gdzie zajął trzynaste miejsce w wadze półciężkiej.
Uczestnik mistrzostw świata w 2019. Startował w Pucharze Świata w 2023. Uczestnik mistrzostw Azji w 2008 i 2019 roku.

## Letnie Igrzyska Olimpijskie 2008
| Konkurencja | Eliminacje             | Repasaże           | Klas. końcowa |
| Konkurencja | Przeciwnik I           | Przeciwnik I       | Miejsce       |
| ----------- | ---------------------- | ------------------ | ------------- |
| 100 kg      | Askat Żytkejew (KAZ) P | Amel Mekić (BIH) P | 13.           |